# Columbe
Columbe ist eine Ortschaft und eine Parroquia rural („ländliches Kirchspiel“) im Kanton Colta der ecuadorianischen Provinz Chimborazo. Die Parroquia besitzt eine Fläche von 230,56 km² (nach anderen Quellen: 172,9 km²). Die Einwohnerzahl lag im Jahr 2010 bei 15.862.

## Lage
Die Parroquia Columbe liegt im Anden-Hochtal südzentral in Ecuador. Das Areal liegt auf Höhen zwischen 3080 m und 4320 m. Die westliche Verwaltungsgrenze verläuft entlang dem Hauptkamm der Cordillera Occidental. Diese bildet dort auch die kontinentale Wasserscheide. Das Verwaltungsgebiet wird über den Río Guamote nach Osten entwässert. Der 3140 m hoch gelegene Hauptort Columbe befindet sich knapp 21,5 km südsüdöstlich des Kantonshauptortes Villa La Unión sowie 5 km nördlich der Stadt Guamote. Die Fernstraße E35 (Alausí–Ambato) führt an Columbe vorbei.
Die Parroquia Columbe grenzt im Norden an die Parroquias Villa La Unión und Santiago de Quito, im Osten an die Parroquias Punín und Flores (beide im Kanton Riobamba), im Südosten an die Parroquia Guamote (Kanton Guamote), im Südwesten an den Kanton Pallatanga sowie im Westen an die Parroquia Juan de Velasco.

## Orte und Siedlungen
In der Parroquia Columbe gibt es neben dem Hauptort noch 61 Siedlungen. Im Hauptort Columbe Centro lebten 334 Einwohner. Die größten Kommunen (Comunas) sind Pulucate mit 1315 Einwohnern und Llinllín mit 1532 Einwohnern.

## Geschichte
Die Parroquia Columbe wurde am 29. Mai 1861 gegründet.